# Florenz der Schwarze
Florenz der Schwarze (* um 1115; † 26. Oktober 1133) war ein holländischer Graf und Rebell. 
Er war Sohn von Petronilla von Holland und  Florentius II., Grafen von Holland. In einem jahrelangen Krieg gegen seinen Bruder Dietrich VI. und den Bischof von Utrecht Andreas von Kuik aus dem Haus Cuyk kämpfte er auf Seiten der Friesen. Er bezeichnete sich als „Graf von Friesland“. Unter seinem Befehl zerstörten die Friesen Haarlem. Kaiser Lothar III. befahl die Einstellung der Kämpfe. Florenz fiel stattdessen in das Gebiet der von Cuyk ein und wurde während der Fehde von Gottfried I. von Cuyk getötet. Der Kaiser, dessen Neffe Florenz war, zog die Cuyks vor das königliche Gericht in Köln. Gottfried wurde zeitweise verbannt und auch Bischof Andreas von Utrecht wurde bestraft.